# Yuroks

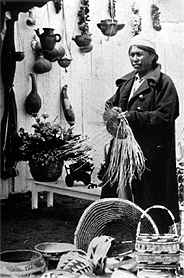
Yurok à la vannerie

Les Yuroks sont une tribu d'Amérindiens de la côte ouest des États-Unis, qui vivaient au nord de la Californie, sur le cours inférieur du Klamath et sur la côte pacifique. Ils parlaient une langue, le yurok, maintenant presque éteinte, du groupe des langues algiques. Le nom « Yurok » lui-même vient du karok voisin et signifie « en descendant le fleuve » ou « peuple du bas des rivières ».

## Histoire et population
La population en 1770 était estimée entre 2 500 et 3 100 individus. À l'arrivée des européens dans la région vers 1850 à la suite de la ruée vers l'or en Californie, les Yuroks furent massacrés ou touchés par des maladies. La population initiale chuta de 75 %. En 1870, la population déclina ainsi à 1 350 et en 1910 à seulement 700. Les survivants furent parqués dans la réserve indienne Yurok (Yurok Indian Reservation) le long du fleuve Klamath. Le 24 novembre 1993, la tribu Yurok écrivit une constitution active sur ce territoire.
Selon le recensement de 2000, la population Yurok en Californie s’élevait à 4 413 et à 5 793 dans tous les États-Unis. Il s'agit ainsi du groupe d'Amérindiens le plus important de Californie.
La réserve couvre 255 km2 et la population est à 80 % sous le seuil de pauvreté. 70 % des habitants n’ont pas de téléphone ou d’électricité.

## Culture
Les villages yurok étaient petits ; il s'agissait plus d'un rassemblement d'habitations indépendantes, chacune occupée par une famille, que d'une communauté fermée avec une même direction politique. Les habitants d'un village se partageaient parfois les droits d'usage pour les zones de subsistance et pour l'exercice de divers rituels ; cependant, les droits pour la pêche, la chasse et la récolte étaient en général conférés à des maisons déterminées. On pouvait acquérir ces droits par héritage, échange, argent du sang, et vente. En dehors des maisons d'habitations, il y avait des huttes à sudation que fréquentaient les hommes apparentés du côté paternel, et qui étaient présidées par le membre le plus âgé. Il y avait en outre de petites huttes séparées pour les femmes en période de menstruation.

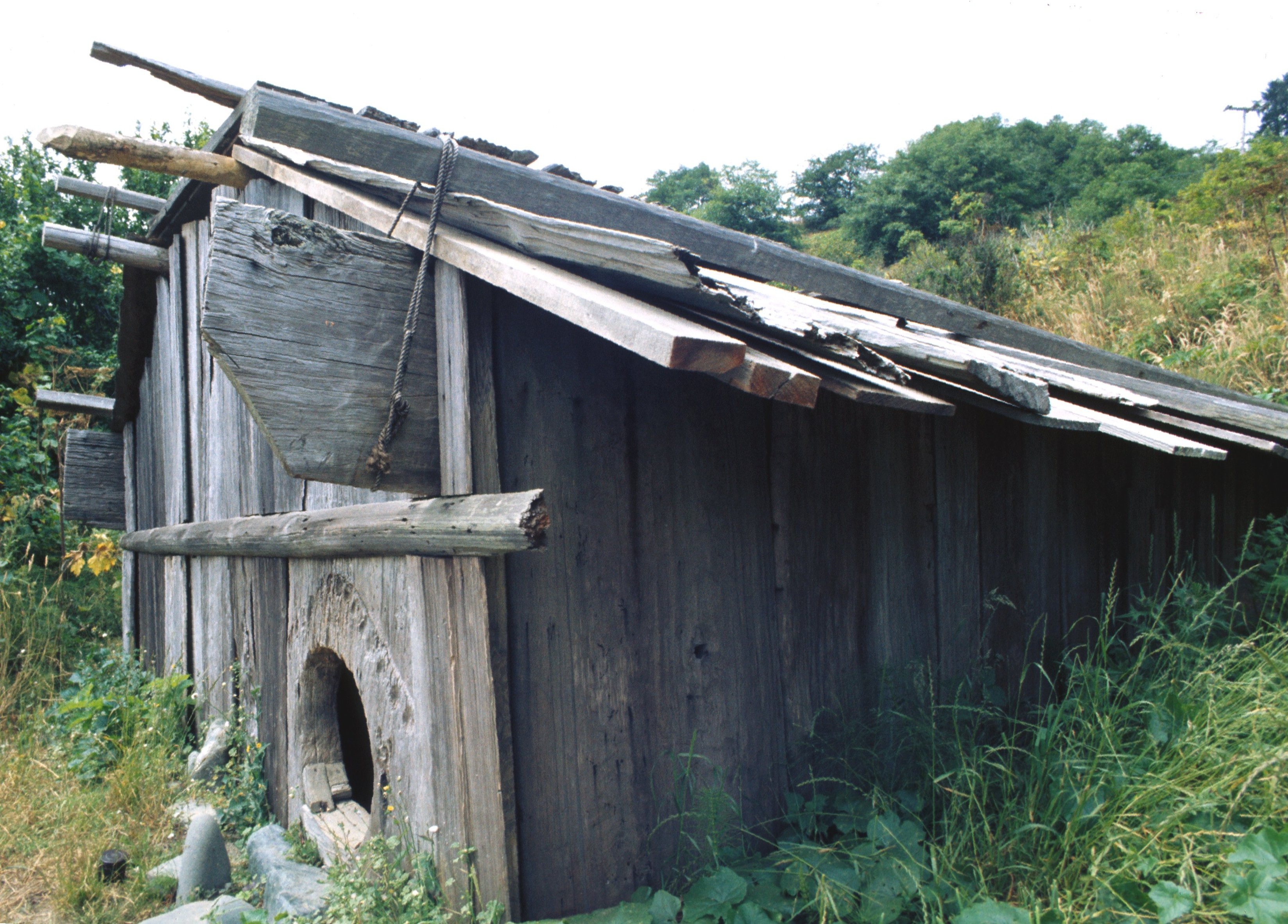
Habitat Yurok reconstitué
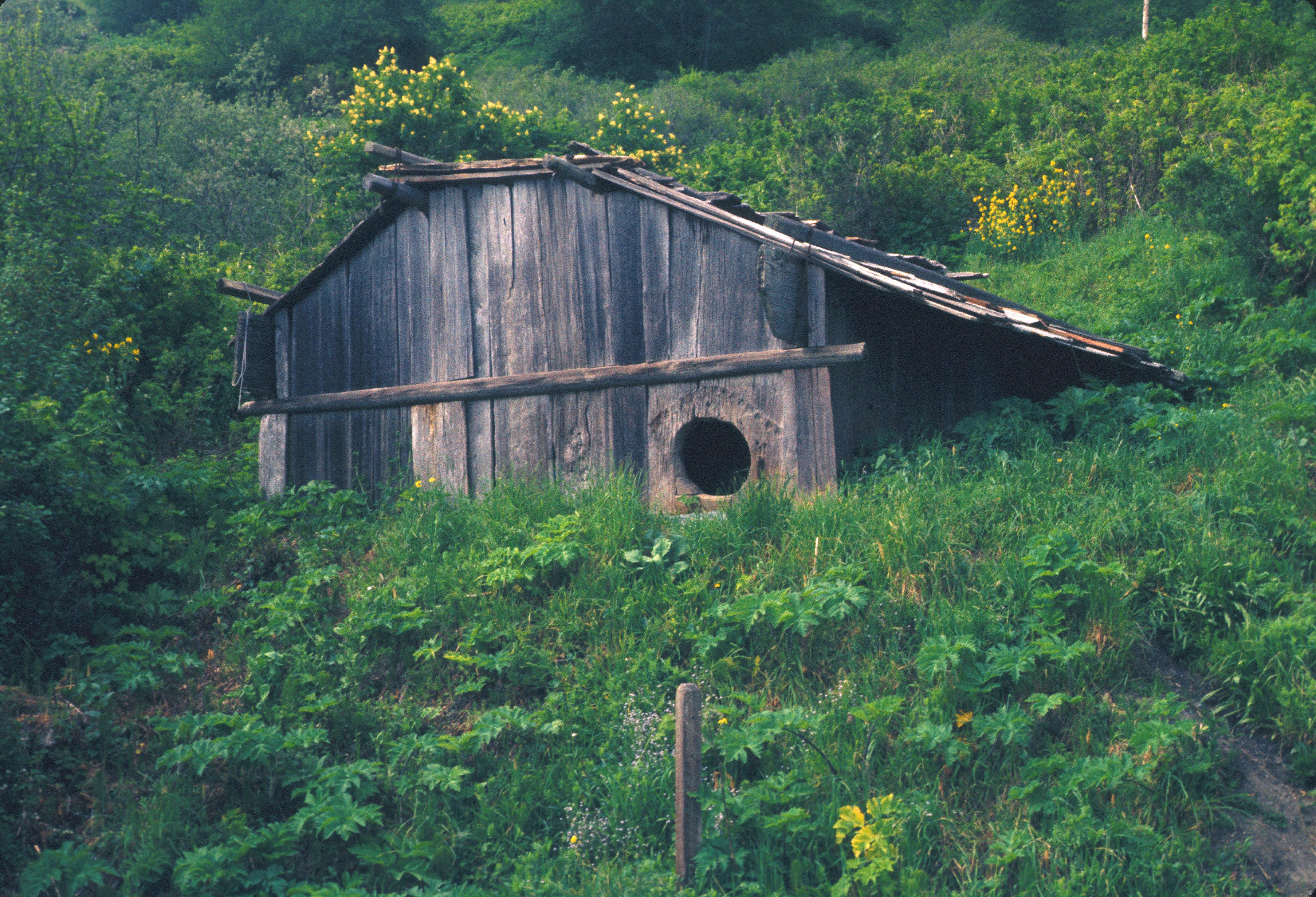
dans le Parc national de Redwood
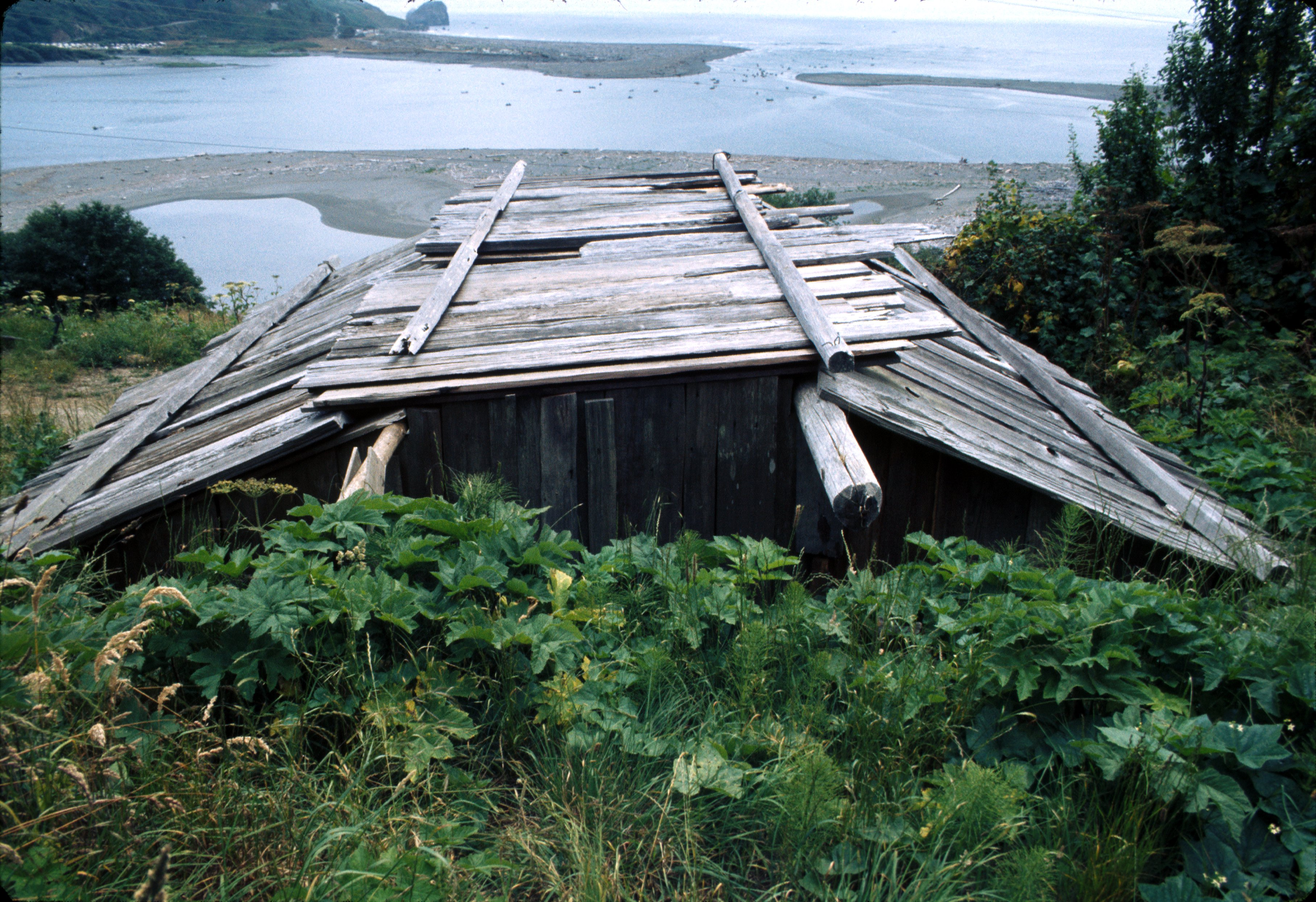
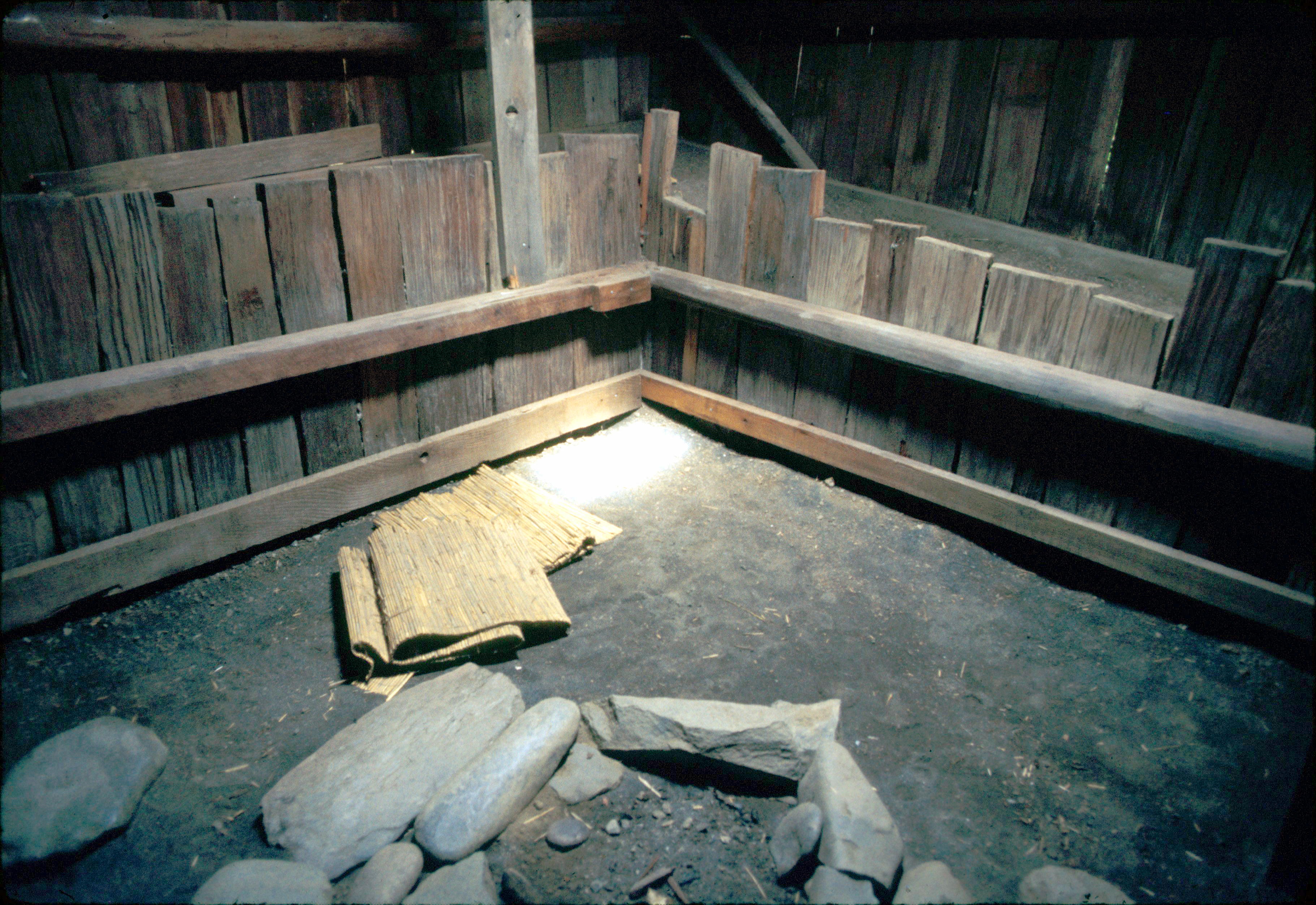

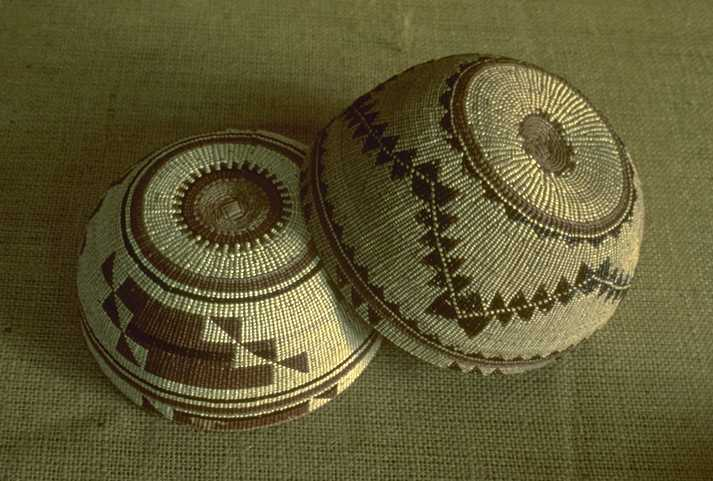
Paniers des Yuroks

La nourriture de base était constituée de saumons et de glands. À partir des séquoias côtiers, les Yuroks fabriquaient de magnifiques paniers et des canoës  qu'ils vendaient aux tribus de l'intérieur. L'aisance était marquée par la possession de certains biens, comme des colliers de coquillages, des lames en obsidienne, des scalps de pics ou des peaux de cerfs albinos. Il y avait souvent des combats qui se terminaient avec le paiement de l'argent du sang, évalué selon une échelle précise selon l'importance du méfait ; la valeur d'une vie humaine dépendait du statut social.

## Religion

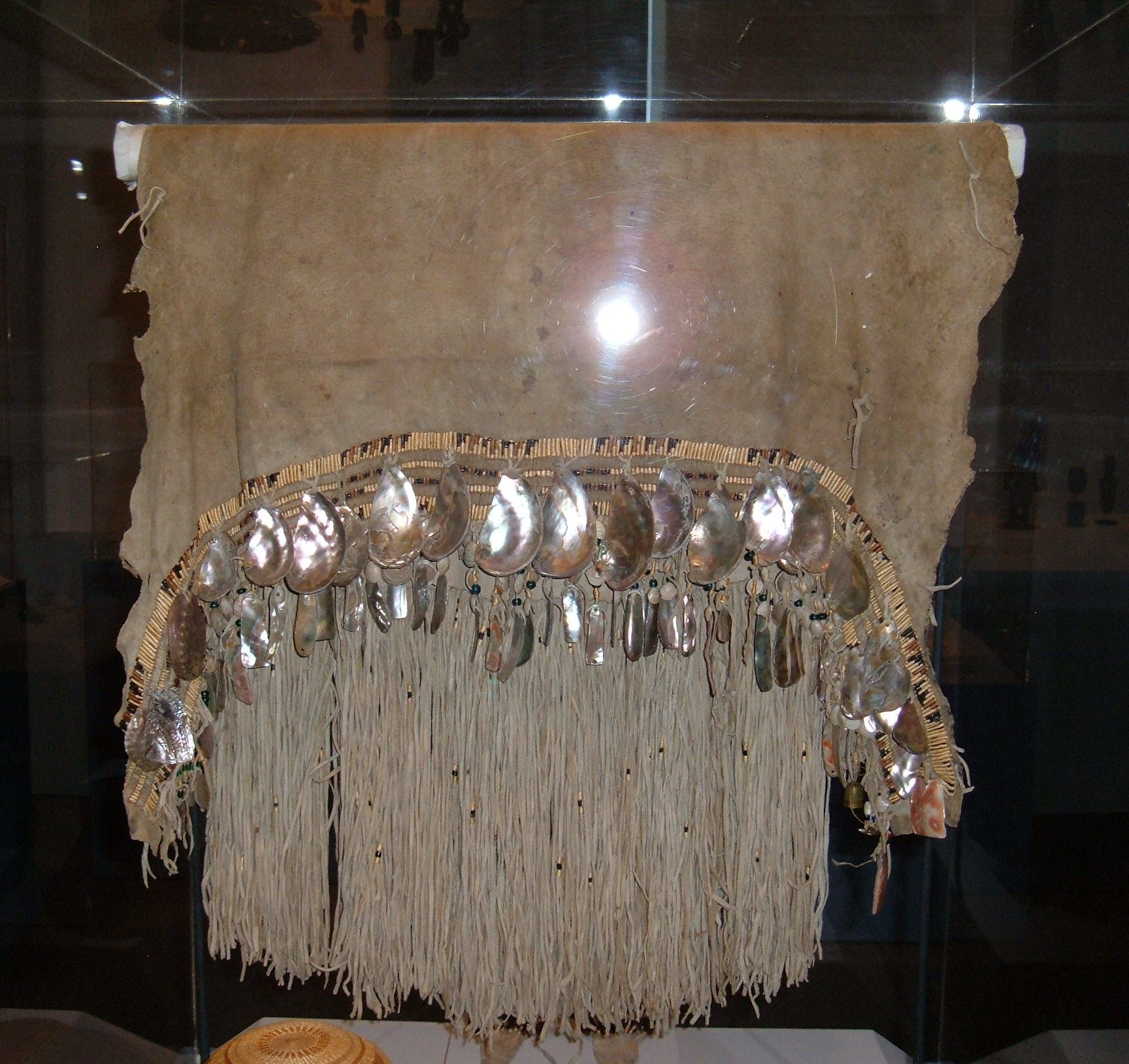
Chemise de cuir pour les danses cérémonielles

Leur religion s'exprimait par des efforts personnels pour obtenir une aide surnaturelle, surtout par des purifications rituelles, ainsi que par des cérémonies destinées à favoriser le bien public. La principale cérémonie constituait le cycle de renaissance du monde dont les objectifs étaient une nourriture suffisante, la prospérité et le bien-être collectif. Cette cérémonie incluait la récitation de formules magiques et d'autres actions. Le pouvoir spirituel pour la guérison des maladies était limité aux femmes, ce par quoi elles pouvaient gagner considération et aisance.
Les Yuroks ne pratiquaient pas le Potlatch, ni aucune danse avec des masques. Ils n'avaient pas non plus d'arts spécifiques ou d'autres caractéristiques typiques de la plupart des cultures du Nord-Ouest américain.

## Langue
La langue des Yuroks est apparentée à la langue Wiyot et a été longtemps regroupée avec elle sous le nom de Ritwan. Sapir avança en 1913 que ces langues devaient être rapprochées des langues algonquiennes, une proposition contestée à l'époque, mais maintenant largement acceptée.

## Sources
- (de) Cet article est partiellement ou en totalité issu de l’article de Wikipédia en allemand intitulé « Yurok » (voir la liste des auteurs).

- (en) Cet article est partiellement ou en totalité issu de l’article de Wikipédia en anglais intitulé « Yurok people » (voir la liste des auteurs).